# 무주 사천리 지석묘
무주 사천리 지석묘(茂朱 斜川里 支石墓)는 대한민국 전북특별자치도 무주군 적상면 사천리에 있는 고인돌이다. 2011년 4월 11일 군산시의 향토문화유산 제3호로 지정되었다.

## 개요
1982년 10월 22일 적상면 사천리에서 발견된 지석묘로써 무주 지방의 청동기 시대의 선사유적으로 확인된다.

## 참고 문헌
- 무주사천리지석묘조사, 전영래, 전북유적조사보고 14, 1983